# 24 TCN
Năm 24 TCN là một năm trong lịch Julius. 